# 佩爾·尼爾森
佩爾·尼爾森（瑞典語：Per Nilsson；1982年9月15日—）是一位瑞典足球運動員。在場上的位置是中後衛。他現在效力於丹麥足球超級聯賽球隊哥本哈根足球俱樂部。他也代表瑞典國家足球隊參賽。